# Деветнадесети артилерийски полк
Деветнадесети артилерийски полк е български артилерийски полк, формиран през 1915 година, взел участие в Първата световна война (1915 – 1918).

## Формиране
Историята на полка започва на 11 септември 1915 година, когато в Севлиево състава на 9-и артилерийски полк се формира Деветнадесети артилерийски полк, който влиза в състава на 9-а пехотна плевенска дивизия. Състои се от щаб на полка, две скорострелни отделения и нескорострелен взвод. Полкът взема участие в Първата световна война (1915 – 1918) под командването на подполковник Григор Димитров. На 17 септември 1915 г. тръгва на поход за участие във войната, на 30 ноември 1915 г. стига до Скопие, Прилеп, Кривогащани и Кавадарци.
При намесата на България във войната полкът разполага със следния числен състав, добитък, обоз и въоръжение:
| Числен състав                                       | Добитък       | Обоз                                                    | Въоръжение                      |
| --------------------------------------------------- | ------------- | ------------------------------------------------------- | ------------------------------- |
| Офицери: 29 Чиновници: 1 Подофицери и войници: 1267 | Добитък: 1128 | Обикновени коли: 158 Товарни коли: 64 Специални коли: 4 | Пушки и карабини: 50 Оръдия: 24 |

На 1 октомври 1918 г. полкът се завръща в Севлиево и демобилизира, а през 1919 г. е разформирован.

## Командири
Званията са към датата на заемане на длъжността.
| №  | звание       | име             | дати                 |
| -- | ------------ | --------------- | -------------------- |
| 1. | Подполковник | Григор Димитров | Първа световна война |